# ハイスクール・フリート
『ハイスクール・フリート』 (High School Fleet) は、プロダクションアイムズ制作による日本のテレビアニメ作品。2016年4月から6月までBS11、TOKYO MXほかにて放送された。略称と漫画版のタイトルおよび第1話終了まで公表されていた名称は『はいふり』。

## 概要
日本列島の大半が海中に沈んだパラレルワールドを舞台とし、海上の保安と防衛を担う職業であるブルーマーメイドになることを目指してその養成学校に入学し、教育艦「晴風（はれかぜ）」に乗艦した女子生徒たちのさまざまな活躍を描く。
シーンの多くは海上が舞台であり、作中には現用・旧式を問わず、多数の艦船が登場する。また、学生の練習用艦船という設定で、武蔵、比叡、明石、間宮、浜風、舞風、伊201、アドミラル・グラーフ・シュペーなど、第二次世界大戦中に使用された艦船が登場する。
2015年8月27日発売の『月刊コミックアライブ』（KADOKAWA/メディアファクトリー刊）にて第一報が発表された。以降、本放送開始までは略称である『はいふり』（HAI FURI）を仮タイトルに艦船の登場が一切伏せられたまま日常系アニメを思わせるプロモーションが展開され、第1話のエンディングで正式タイトルが登場してから、公式サイトが正式バージョンに置き換えられた。
2016年2月には放送局や放送開始時期、オープニングテーマ担当が明らかになり、PV第1弾が公開された。
2016年4月1日には海上保安庁・横須賀海上保安部（第三管区海上保安本部所属）とのタイアップやエイプリルフールにちなみ、同庁のTwitterで「横須賀海保、アニメ主人公に厳重注意？」というツイートが流された。
女子生徒たちの担当声優については、放送開始1か月前の2016年3月1日から同月31日まで毎日1人ずつ公開された。
横須賀市が舞台であり、東日本旅客鉄道（JR東日本）横浜支社とタイアップしたイベントが行われている。
2016年9月24日に行われたイベント「ハイスクール・フリート presents 横須賀赤道祭 2016」で、新作OVAの製作が発表された。テレビアニメの後日談で、2017年5月23日にBD/DVDが発売されたほか、本編の再放送に合わせてOVAの前編が放送・限定公開された。
2018年4月7日に行われたイベント「ハイスクール・フリート 放送開始2周年記念イベント」で、劇場版新作アニメーションの制作が発表され、2020年1月に封切られた。詳細は#劇場版を参照。

## 背景世界
本作の世界では、坂本龍馬が暗殺を免れたことで現実の歴史から分岐しており、日本や世界も史実とは異なる発展を遂げている。
龍馬の奮闘と西郷隆盛、中岡慎太郎をはじめとする海援隊士たちの活躍により、龍馬は近江屋事件における暗殺の危機を脱する。政治の世界にさほど興味がなかった龍馬は早々に日本の政治の表舞台から退場し、世界を相手にしての貿易事業を起こすことを決断する。その前段階として龍馬は海援隊士や姉の乙女、隊士の妻女たちを連れて世界を見聞するが、この時同行した乙女や隊士の妻女たちが中心となり、後にブルーマーメイドに繋がる「女子海援隊」が発足することになる。世界見聞を終えた龍馬は、五代才助や明治政府内での政策の違いから下野した西郷と共に日本初の海運会社「坂本商会」を設立。坂本商会は海運業を主軸として世界各国と貿易を展開して諸外国との関係を深めていき、日本最大の貿易会社となる。
一方、日本は日露戦争後の講和条約によって中国大陸進出の足掛かりを失ったばかりか、石油やメタンハイドレートの採掘に端を発する急激な地盤沈下で平野部が海に沈みつつあった。国土の縮小と大陸進出の芽を断たれたことで陸軍の規模は必然的に縮小されていく一方、代わりに海軍が増強されると同時に海上都市の整備が急激に進む。アメリカとイギリスが極東開発の拠点として日本との同盟を重視したことによってこの流れはさらに加速し、坂本商会を通じて資金や先端技術が導入され、日本は海洋立国として劇的な発展を遂げる。
このころ、ヨーロッパでは第一次世界大戦に相当する欧州動乱が勃発。日本が直接参戦することはなかったが、アメリカを含むヨーロッパの国々がことごとく戦火に巻き込まれて動乱は長期化。さらに休戦後も講和会議が戦後処理を巡って紛糾し、講和に多大な労力と時間を費やしたためにヨーロッパ大陸諸国は軒並み疲弊する。こうした中、日本・アメリカ・イギリスを中心とした海洋国家は協力体制を確立し、シーレーンの安全確保のための国際機関設立を進め、海上安全委員会を中心とした国際海洋機関を設立。日本は海洋大国として、アメリカ・イギリスとともに世界に確固たる地位を築くことに成功する。なお、一時緊張した時期はあったものの、坂本商会が外交に尽力して日本とアメリカ・イギリスの友好関係がおおむね良好に保たれたこと、欧州動乱においてヨーロッパ大陸諸国が疲弊したことで再び争う余力がなかったこともあり、この世界では第二次世界大戦は起きていない。
また、本作の世界では飛行機やヘリコプター、ミサイルは理論が確立されなかったために存在せず（飛行船は実用化されている。また、作中に登場する噴進魚雷は実在するアスロックに酷似しているがミサイルではなく、噴進弾を利用して航続距離を伸ばした魚雷である）、人工衛星がないためGPSも存在しない（人工衛星を使わない類似のシステムは存在する）。このため、現実世界における航空母艦は飛行船支援母艦として運用されており、本作登場の艦船の飛行甲板に相当するものは、全て飛行船用の甲板である。なおこの世界では先述した通り航空機が実用化されなかったため、「航空機の台頭による大艦巨砲主義の終焉」は起きなかったが、噴進魚雷の実用化によって小型艦艇でも大型艦をその搭載艦砲の射程圏外から撃沈することが可能になった結果、各国は小型艦艇の大量建造にシフトし、大型艦の必要性が薄れたことで終焉を迎えている。

## あらすじ
幼い頃、岬からブルーマーメイドの当時の旗艦・大和を見た岬明乃と彼女の幼馴染の知名もえかは、お互いブルーマーメイドになろうと誓いを立てる。時は流れ、9年後。明乃は神奈川県横須賀市にあるブルーマーメイドを養成する横須賀女子海洋学校に入学、そこでもえかと再会する。その後のクラス分けで、明乃は晴風の艦長に、もえかは武蔵の艦長にそれぞれ任命される。
晴風に乗艦した明乃は海洋実習に参加すべく、艦を出港させる。だが、彼女たちを待ち受けていたのは明るく楽しい学校生活ではなく、さまざまな出来事に翻弄される日々であった。

## 登場人物
「声」は担当声優。

### 晴風クラス
横須賀女子海洋学校の航洋直接教育艦「晴風」に乗艦する31名の少女たち。入学試験の成績があまり良くない者が集まったクラスといわれているが、明石艦長の杉本が「変わり者の寄せ集め」と評したように、何かしらの特技や特徴を持った者が多い。入学早々の航海実習で反乱の嫌疑をかけられてしまうが、数々の難局を乗り越え、艦長の明乃を中心にしてクラス全員が結束していく。

#### 艦橋要員
岬 明乃（みさき あけの）
声 - 夏川椎菜
本作の主人公で、晴風の航洋艦長（クラス委員長）。航海科所属。年齢は15歳。晴風クラス内ではもっぱら「艦長」と呼ばれるが、幼馴染のもえかからは「ミケちゃん」と呼ばれる。
海上安全整備局の職員だった両親を幼少期に海難事故で亡くしており、自身はその際にブルーマーメイドに救助される。その後、呉の児童養護施設でもえかと出会い無二の親友となり、共にブルーマーメイドを目指すことを誓う。小学校卒業後はもえかとは別々に暮らしていたが、横須賀女子海洋学校に入学したことで再会を果たす。海難事故が嵐の中での出来事だったため、その時のトラウマで雷が大の苦手。形見の懐中時計の表蓋には小学校時代に撮ったもえかとの写真を、裏蓋には幼児の頃に両親と一緒に撮った写真を入れている。受験勉強で張ったヤマが当たったり、1枚しかない福引券で一番必要だったトイレットペーパー1年分を引き当てるなど、強運の持ち主。性格は大らかだが、悩み事をひとりで抱え込みがち。勉強は苦手で学科は得意ではないが実技に強く、直感が鋭い。家族を失った経緯から、仲間や家族への思い入れが非常に強い。また、その時の自分の判断の遅れで両親を失ったと考えており、物事の即決即断を心掛けている。
入学当初は艦長に任命されたことに困惑するが、出港前の古庄との会話をきっかけに自分の思い描く「船のお父さん」のような艦長になることを心に決め、「海の仲間はみんな家族」という信念をもって艦長の任に当たる。その一環で乗員や他の生徒をあだ名で呼ぶことが多い。
艦長としては決断力に優れる一方、それ以外の部分では未熟さが目立つ。特に有事の際には周りを顧みることなく、艦長としての職務を放り出して現場に向かうなど、しばしば感情的な行動を取る。このため、一時はましろとの関係が悪化するが、しんばしの救助活動で待つ身の辛さを知って以降は艦長として一回り成長した姿を見せる。

宗谷 ましろ（むねたに ましろ）
声 - Lynn
本作のもう一人の主人公で、副長。あだ名は「シロちゃん」。砲雷科所属。代々ブルーマーメイドを輩出してきた名家、宗谷家の三女。母・真雪は元ブルーマーメイドで横須賀女子海洋学校の校長。2人の姉もブルーマーメイドに所属しており、自身もブルーマーメイドを目指す強い使命感を持つとともに、母や姉たちに劣らぬ立派なブルーマーメイドにならなければならないというプレッシャーも背負っている。セーラー服の右肩に、副長であることを示す飾緒を装飾している。普段は凛とした態度を取るが可愛いもの好きで、自室に多量のぬいぐるみを持ち込んでいる。当初は猫が苦手だったが、しんばしでの出来事を経て克服している。天真爛漫な明乃とは対照的に、生真面目で努力家だが融通はあまり利かず、座学の成績は優秀だが実技やとっさの判断力に劣る。入学試験の際に回答欄を間違えて記入したために晴風クラスとなったように、幼少の頃から事あるごとに不幸事に巻き込まれており、自身の運のなさにコンプレックスを抱いている。「ついてない」が口癖。
「艦長は常に艦橋にいて状況を分析し、的確な判断を下すもの」という理想の艦長像を持っており、その理想から外れて艦長の役割を軽視するような行動を取り続ける明乃のことを「艦長らしくない」と苦々しく思っていたが、明乃が武蔵のところへ単独で向かおうとした際についに怒りが爆発し、彼女との関係が一気に悪化。明乃とはしばらく気まずい関係となるが、しんばしの救出活動後に関係は改善。ましろ自身も現場に出ることの危険性を身を持って実感したことと、明乃の過去やもえかとの関係を聞いたことで明乃の見方が変わり、以降は明乃を艦長として認め、副長として明乃のサポートに全力を尽くす。
幸子とヴィルヘルミーナが自室のテレビで一緒に映画を観ていた影響で広島弁を覚えてしまい、第9話で幸子を広島弁で慰めたことをきっかけに、幸子から一方的に「心の友」と呼ばれ、慕われる。

立石 志摩（たていし しま）
声 - 古木のぞみ
砲術長・砲術委員。砲雷科所属。あだ名は「タマちゃん」。無口で人と話すことが苦手で、時々つたない会話をし、｢うぃ」と返事する。一方で頭の回転が早く、弾道補正の計算も瞬時に正確に行うことができ、晴風に迫る武蔵の砲弾をこちらの砲弾で迎撃し、撃ち落とす離れ業を見せる。少ない言葉でも自分の考えを理解してくれる明乃には信頼を寄せている。また同じ砲雷科で艦橋勤務の芽依とは仲が良く、大抵一緒に行動する。カレーが大好物。
第4話で海で拾われた謎の小動物 (RATt) と戯れるうちに、ウイルス感染の影響で突然狂暴化して暴走、晴風の補給に来た明石と間宮を銃撃するが、ヴィルヘルミーナに海へ投げ落とされて海水に浸かったため正気に戻っている。

西崎 芽依（いりざき めい）
声 - 種﨑敦美
水雷長・水雷委員。砲雷科所属。あだ名は「メイちゃん」。猫耳の輪郭の形をしたリボンを付け、猫の顔を模したフードが付いたパーカーを着用している。小柄ながら負けん気が強い。魚雷でもおもちゃの鉄砲でも何でも撃てれば幸せという、いわゆるトリガーハッピー。志摩とは仲が良く、大抵一緒に行動する。

納沙 幸子（のさ こうこ）
声 - 黒瀬ゆうこ
記録員・書記。主計科所属。あだ名は「ココちゃん」。セーラー帽とピンクのカーディガン、ウエストポーチが特徴。いつも携えているタブレットで、情報収集や航海日誌の記録などを行っている。普段は穏やかで丁寧な物腰だが、その一方で現実逃避をしがちで、一人芝居という形で自らの憶測や推論を披露する妄想癖があり、正規の航海日誌とは別に妄想炸裂の「裏航海日誌」を艦内ネットで配信している。「私にとってはノンフィクションよりもフィクションが現実」とまで言い切るほどの強烈な妄想癖のために現実で友達と呼べる存在がいなかったが、ヴィルヘルミーナと映画を通じて意気投合して親交を深め、広島弁で会話をするようになる。彼女がシュペーに戻った際には意気消沈するが、ましろが広島弁で慰めたことをきっかけに彼女に懐くようになり、一方的な親友関係になる。

知床 鈴（しれとこ りん）
声 - 久保ユリカ
航海長・航海委員。航海科所属。あだ名は「リンちゃん」。操舵を担当。方向音痴で小心者。何かあるとすぐに涙ぐみ、逃げる時にはイキイキする。実家は島根県の日御碕沖海上神社で、自身も巫女として手伝っている。
幼少期より、自身が「逃げ逃げ人生」と形容する、怖いことや嫌なことから逃げてばかりの選択や生き方をしてきたため、大好きな海で船に乗ればどこにも逃げられず、自分を変えることができるかもという理由でブルーマーメイドを目指す。晴風に乗り込んでも自分が舵を握っているため、結果的に艦ごと逃げていることに落ち込むが、明乃から励ましの言葉をもらったのをきっかけに、危機や困難にも立ち向かう勇気を持とうと努力しており、自分を認めてくれた明乃を慕い、懸命に支える。

#### 砲雷科
小笠原 光（おがさわら ひかり）
声 - 澤田美晴
砲術員・主砲照準担当。あだ名は「ヒカリちゃん」。ダーツが得意。

武田 美千留（たけだ みちる）
声 - 菊地瞳
砲術員・主砲旋回担当 。あだ名は「みっちん」。ビリヤードが得意。光とは中学校は異なるが、その頃からの知り合い。

日置 順子（へき じゅんこ）
声 - 田中美海
砲術員・主砲発射担当。あだ名は「じゅんちゃん」。輪投げが得意。会話で「バキュン」といった擬音を多用する。

松永 理都子（まつなが りつこ）
声 - 丸山有香
水雷員・一番魚雷発射管担当。あだ名は「りっちゃん」。ボウリングが得意。実家は老舗旅館。
明乃を含めて晴風に4名しかいない中型スキッパー免許所持者のひとり。

姫路 果代子（ひめじ かよこ）
声 - 田辺留依
水雷員・二番魚雷発射管担当。あだ名は「かよちゃん」。理都子と同じくボウリングが得意。祖父が好角家で、一緒にテレビで相撲番組を観ていた影響で相撲関係に詳しい。ナスが好物で、水ナスの漬物には目がない。

万里小路 楓（まりこうじ かえで）
声 - 中村桜
水測員・ラッパ手。あだ名は「まりこうじさん」。第7話では砲雷科の同級生から「まりこー」と呼ばれている。ソナーを担当しており、非常に聴力が良い。いつも鳶色のショールを羽織っている。世界有数の企業「万里小路重工」の社長令嬢で、金銭感覚と価値観が常人と若干ズレている。語尾に「ですわ」と着けたり、クラスメイトのみならず魚雷に対して「いらっしゃいました」と言うなど、常にお嬢様言葉で会話をする。楽器演奏が得意だが、唯一管楽器は苦手で、ラッパの吹鳴は下手（本来ラッパ手は艦橋要員が務めるが、彼女以外にラッパの吹鳴をできる人間がいなかったために代わりに担当している）。音楽を聴くのも好きで、真空管アンプを愛用する。一見たおやかだが、運動神経も人並み以上。万里小路流薙刀術免許皆伝の腕前であり、シュペー救出作戦や武蔵救出作戦にも突入班として参加している。

#### 航海科
勝田 聡子（かつた さとこ）
声 - 彩月ちさと
航海員 。あだ名は「サトちゃん」。普段は艦橋直下の海図室にいるが、鈴が艦橋から席を外す時には、予備操舵員として晴風の舵輪を握る。大きめのリングピアスが特徴。伊予弁で会話し、語尾に「ぞな」を付ける。両親が過去に海洋関係や貿易関係の仕事をしていた影響でロシア文化に詳しい。中型スキッパー免許所持者4名のうちのひとり。

山下 秀子（やました ひでこ）
声 - 大地葉
左舷航海管制員。あだ名は「しゅうちゃん」。実家はクリーニング屋。目が細い。

内田 まゆみ（うちだ まゆみ）
声 - 宮島えみ
右舷航海管制員。あだ名は「まゆちゃん」。褐色の肌をしているが、これは日焼け肌であると本人は主張している。鈴とは幼馴染で、彼女の逃げ逃げ人生の巻き添えを食らっている。宝くじを買うことが趣味。

八木 鶫（やぎ つぐみ）
声 - 山下七海
電信員。あだ名は「つぐちゃん」。実家は宗谷家も参拝に訪れる横須賀市の諏訪大神社で、自身も巫女として手伝っている。ダウジングが趣味で、油田を探り当てたり温泉を掘り当てたりと数々の成果を上げており、横須賀女子海洋学校へ入学した理由もダウジング占いの結果によるもの。スマートフォンの文章入力が非常に早く、通信傍受の際も筆記ではなくスマートフォンを使用する。

宇田 慧（うだ めぐみ）
声 - 藤田茜
電測員。あだ名は「めぐちゃん」。好祖父がアマチュア無線とカメラを趣味にしていた影響で無線とカメラ関係に詳しい。カレーが好きで、本格的なインドカレーにこだわりを持つ。鶫とは親友同士だが、自身はリアリストで、彼女のダウジングは信じていない。

野間 マチコ（のま まちこ）
声 - 小林ゆう
見張員。あだ名は「マッチ」。長身（身長は165センチメートルで、晴風クラスでは黒木に次ぐ長身）と整った顔立ちに物静かな言動から周囲にはクールな印象を与えており、小さい頃から女性にモテているが、本人は一人で静かにいるのが好き。ほとんどの時間をマスト上の見張り台で過ごす。群馬県吾妻郡の山間部出身で、小さい頃から野山を駆け巡って遊んでいたため身体能力も高く、見張り台周辺のマストを素早く自在に動くほか、シュペー救出作戦時には突入班に参加し、海水入りの水鉄砲2丁でシュペーの乗員と渡り合っている。

#### 機関科
柳原 麻侖（やなぎわら まろん）
声 - 高森奈津美
機関長・機関委員。あだ名は「マロンちゃん」。千葉県銚子市出身だが、心は江戸っ子。東京の下町出身の祖父の影響もあり、べらんめえ調の江戸言葉で会話する。親分肌で面倒見が良い。赤道祭の時に着た半被を大層気に入り、以後も着ている。
子供っぽい外見や言動とは裏腹に、幼少の頃から祖父が所有していた漁船の修理を手伝っていたため、機関関係の知識が豊富で技術は非常に優秀。一度見た図面を完全に覚えるほど記憶力が良く、トラブルの多い晴風の機関の整備をそつなくこなすが、大雑把な一面もある。自身の職務を「窯焚き」と称して誇りに思っており、1日のうち、大半の時間は機関室の主としてそこに居座っている。晴風に乗ってから黒木がましろに関心を持ち続ける姿を見て、内心は落ち込んでいたが、赤道祭をきっかけに彼女の心情を理解するようになり、彼女のために一肌脱ぐ。また、暴走する武蔵を捕捉した際にはましろに対して自らの信念を語り、明乃とましろを奮起させるきっかけを作る。
黒木とは幼馴染で彼女が大好きであり、横須賀女子海洋学校の志望理由も彼女と同じ高校に入ると決めていたため。黒木とは阿吽の呼吸を見せるが、一緒にいられないと時たまダダをこねる。

黒木 洋美（くろき ひろみ）
声 - 相川奈都姫
機関助手。あだ名は「クロちゃん」。麻侖の幼馴染。身長169センチメートルで、晴風クラスでは一番の長身。
ブルーマーメイドのイベントに行った時にましろと出会い、それ以来ましろに対して憧れを抱いている。横須賀女子海洋学校を受験したのもましろと同じ学校に行くため。一度なにかにハマるとやり込む一面もある。当初はましろが艦長ではないことを不満に思っており、私情に流されて職務を放棄する明乃に対して強い反感を抱き、時には「他にもっと艦長に向いている人がいるんじゃない？」と、辛辣な言葉を放つ。だが、赤道祭で麻侖が不機嫌になった際の明乃の対応や、麻侖の策略で明乃と相撲で対決して勝利したことで態度が軟化し、武蔵を捕捉した際には、麻侖とともに明乃とましろを奮起させる役割を担う。
相撲が強く、多彩な技を巧みに繰り出す業師であり、地元の女相撲大会で優勝したこともある。

若狭 麗緒（わかさ れお）
声 - 清水彩香
機関員。あだ名は「レオちゃん」。ウワサ好き4人組の1人。4人組内での麻雀ではチーやポンなどの鳴きを多用する。愚痴っぽい。

伊勢 桜良（いせ さくら）
声 - 福沙奈恵
機関員。あだ名は「サクラちゃん」。ウワサ好き4人組の1人。晴風乗員の中ではスタイルがよく、ヴィルヘルミーナの次に胸が大きい。麻雀では手役作りにこだわり過ぎるため、聴牌が遅い。色っぽい。

駿河 留奈（するが るな）
声 - 小澤亜李
機関員。あだ名は「ルナちゃん」。ウワサ好き4人組の1人。慌て者。麻雀は好きだが下手で、あまりルールを理解していないためよくチョンボをする。バカっぽい。

広田 空（ひろた そら）
声 - 金子彩花
機関員。あだ名は「ソラちゃん」。ウワサ好き4人組の1人。4人組のツッコミ役。麻雀では淡々と確実に手を進めるため、常に勝ち組。皮肉っぽい。

和住 媛萌（わずみ ひめ）
声 - 新田ひより
応急長・美化委員長。あだ名は「ひめちゃん」。ジャージの上着にスパッツ姿が特徴。百々とは仲が良く、大抵一緒にいる。工作技術に長けており、何らかの行事の際には神輿や屋台を自作する。両親が東京の神田出身で、祭りと聞くと血が騒ぐ。中型スキッパー免許所持者4名のうちのひとり。
4月1日と早生まれのため、養護教諭扱いの美波を除いて晴風クラスでは最年少。そのため、漫画『はいふり』には自分より年下の美波をことさらに可愛がる描写がある。

青木 百々（あおき もも）
声 - 大橋歩夕
応急員・美化委員。あだ名は「モモちゃん」。艦内新聞を担当。常にベレー帽を被っており、風呂に入る時以外は滅多なことがない限り脱がない。語尾に「○○ッス」を付ける。媛萌とは仲が良く、大抵一緒にいる。

#### 主計科
等松 美海（とうまつ みみ）
声 - 大津愛理
主計長・会計。あだ名は「ミミちゃん」。金融船団出身のため、金融・物流に精通している。入学試験でマチコに出会って以来彼女に夢中で、何かにつけて写真を撮りまくっている。珠算1級と日商簿記検定1級を持っており、晴風の書類関係全般・会計全般・購買（酒保）を受け持つが、作中では砲雷科や航海科や媛萌たちの手伝いをしていることが多い。

伊良子 美甘（いらこ みかん）
声 - 麻倉もも
給養員・砲水雷運用員・炊事委員。あだ名は「ミカンちゃん」。料理係3人組のリーダー格。負けず嫌いでこだわりが強い。和洋中を問わず、レシピさえあればどんな料理もおいしく作る。

杵崎 ほまれ（きねさき ほまれ）
声 - 伊藤かな恵
給養員・水雷運用員・炊事委員。あだ名は「ほっちゃん」。杵崎姉妹の双子の姉。菱餅型の髪飾りと、エビのイラストが付いたピンク色のエプロンがトレードマーク。

杵崎 あかね（きねさき あかね）
声 - 伊藤かな恵
給養員・水雷運用員・炊事委員。あだ名は「あっちゃん」。杵崎姉妹の双子の妹。三色団子型の髪飾りと、イカのイラストが付いた水色のエプロンがトレードマーク。

鏑木 美波（かぶらぎ みなみ）
声 - 阿澄佳奈
衛生長・保健委員。あだ名は「みなみさん」。生徒ではなく、養護教諭扱い。落ち着いた言動から年上と思われていたが、実際は晴風乗員では最年少となる12歳。襟のラインやスカートが赤い制服の上に白衣を着ている。海洋医大に飛び級で入学し、史上最年少で博士号を取得した才女であり、この関係で海洋実習が未履修だったため、履修のために晴風に乗艦する。充分な機材がない晴風の医療施設でRATtが諸々の異常現象の原因であることを突き止め、ウイルスの抗体の開発に成功する。もの静かだが、時々古語や諺、果ては詩人めいた台詞を言ったり、マッドサイエンティストの雰囲気を醸し出す。
飛び級の繰り返しによる極端な学歴のため、今まで同年代の、そして長い時間の中での友達がいなかったが、晴風でのさまざまな経験の中ではじめて友達を作ることができたと実感しており、赤道祭では「われは海の子」の全員での合唱を希望するなど、晴風クラスのことを大切に思っている。
OVA以降は「船の揺れに慣れるため」と称し、移動時には常にKintoneに酷似した形状のパーソナルモビリティに乗っている。

#### その他の乗員
ヴィルヘルミーナ・ブラウンシュヴァイク・インゲノール・フリーデブルク（Wilhelmina Braunschweig Ingenohl Friedeburg）
声 - 五十嵐裕美
アドミラル・グラフ・シュペー副長。あだ名は「ミーちゃん」。日本語は堪能で普段は標準語だが、気が高ぶると「ド○○」という表現を多用した広島弁になる。一人称は「わし」。巨乳の持ち主。2年生で、航海経験が明乃たちよりも長いため、その経験を生かしてアドバイザー的ポジションで晴風の航海をサポートする。
横須賀女子海洋学校との合同演習のために合流地点に向かう途中、突如乗員が命令無視をするという異常事態に陥り、共に正気を保っていた艦長のテアから近くにいた晴風へ避難するようにとの命令を受け、テアから艦長帽を託されて脱出。ボートは破壊されるが明乃に救出され、以後は晴風と行動を共にする。晴風では空き部屋がなかったため、ましろと同室。副長という立場からましろの職責と苦悩を理解しており、ましろに関してあらぬ噂話をしていた機関科の4人組を叱るなど、彼女に寄り添う姿勢を見せる一方、自分を救助した明乃には「命の恩人」として感謝しており、恩義を感じている。幸子とも語学を学ぶために観た映画を通じて意気投合し、やがて親友関係となり、広島弁で会話をするようになる。
シュペー救出作戦の際には艦内案内人として突入班に参加してシュペーに乗り込み、テアとシュペー乗員の救出に成功する。その後、シュペー副長に復帰するとともに晴風を退艦、事態の説明と補給・修理のために最寄のゼーアドラー基地へシュペーとともに向かうことになり、幸子と再会を約束して別れを告げる。最終話で、テアとともに晴風の支援に駆け付ける。
五十六（いそろく）
声 - 鶴岡聡
大艦長。明乃が埠頭で出会ったトラ縞のドラ猫。晴風の艦橋に入り込み、彼女たちと航海を共にする。かなりの肥満体だが動きは俊敏で、後にRATtを捕まえて異常現象を解決するきっかけを発見したことにより、大提督へ昇進する。名前の由来は昔、横須賀女子海洋学校で教鞭を揮っていた教師に風貌が似ていたことが由来。
多門丸（たもんまる）
声 - 相川奈都姫
しんばしの住民が飼っていた子猫。座礁事故の際に救助に来たましろと行動を共にするうちに懐いてしまい、飼い主の好意で譲り受け、ましろが面倒を見ることとなる。

### 横須賀女子海洋学校

#### 生徒
「時津風」「天津風」の乗員たちはゲーム「艦隊バトルでピンチ！」にて初登場し、各艦の艦長と副長は劇場版にも登場する。
知名 もえか（ちな もえか）
声 - 雨宮天
武蔵艦長。あだ名は「もかちゃん」。明乃の幼馴染で、呉の児童養護施設で明乃と出会い、無二の親友となる。母親がブルーマーメイドに所属していたこともあり、自身も明乃と共にブルーマーメイドになろうと誓いを立てる。成績優秀で二十一期生主席で入学し、武蔵艦長となる。
第2話の終盤で晴風に救難通信を送る。その後は消息不明だったが、第5話で明乃が武蔵艦橋にいることを確認している。
実習の集合前日に艦橋で当直を務めていたが、当直中に艦内の生徒に異常が発生していることを発見。RATtウイルスからの感染を免れた生徒3名とともに艦橋にバリケードを築いて立てこもったためにウイルスに感染はしなかったが、艦の指揮・管制系統を全て乗っ取られてしまい、実質的に艦橋に軟禁された状態となる。このような四面楚歌の状況下に置かれながらも他の生徒を激励し、何とか外部に状況を報告しようと奮闘する。
常に冷静沈着で思慮深い優秀な艦長だが、幼いころからずっと気に掛けて心配している明乃のこととなると、我を忘れて取り乱すこともある。
杉本 珊瑚（すぎもと さんご）
声 - 福沙奈恵
工作艦「明石」艦長。小柄な体型にサイズの大きいフード付きのミリタリーコートを着用し、靴もかかとを潰して履いている。自身の人生をマンボウに例え、「人生」と書かれたマンボウの絵を自身のトレードマークとしてコートの背部や私物にあしらっている。
真雪の依頼を受けて、間宮やブルーマーメイドと共に室戸岬沖で晴風に合流して晴風の修理や改装を行い、後にシュペーとの戦闘で被弾した晴風と再度合流し、修理や改装を行う。
機械いじりが好きで、その小柄な体型を生かして自ら狭い場所での修理を買って出るほどで、壊れやすい晴風の機関を大過なく稼働させている麻侖の腕を高く評価している。
藤田 優衣（ふじた ゆい）
声 - 清水彩香
補給艦「間宮」艦長。料理作りが好きで、艦長職を務める傍ら、自らも料理人として調理場に立つ。特にカステラ作りが得意で、間宮内で作られる羊羹と合わせて作るシベリアは絶品。明石艦長の杉本とは中学時代からの友人。
真雪の依頼を受けて、明石やブルーマーメイドと共に室戸岬沖で晴風に合流して晴風の補給を行い、後にシュペーとの戦闘で被弾した晴風と再度合流し、補給を行う。
榊原 つむぎ（さかきばら つむぎ）
声 - 西明日香
航洋艦「時津風」の艦長。あだ名は「つーちゃん」。静寂を好み、騒がしいことは苦手。裁縫や刺繍が得意。
長澤 君江（ながさわ きみえ）
声 - 高橋李依
「時津風」の副長。あだ名は「きみちゃん」。常に周囲から笑いを取ることを考えている。
時津風の生徒たち
水雷長の大谷由美子（おおたに ゆみこ / 声 - 青山吉能）、航海長の賀茂つつじ（かも つつじ / 声 - 飯田友子）が登場する。
高橋 千華（たかはし ちか）
声 - 瀬戸麻沙美
航洋艦「天津風」の艦長。あだ名は「ちーちゃん」。目立ちたがり屋で、RATt事件で名を挙げた晴風に対して対抗意識を燃やす。格闘ゲームが大好き。
山辺 あゆみ（やまべ あゆみ）
声 - 山本希望
「天津風」の副長。あだ名は「あゆちゃん」。冷静沈着な常識人で、血気盛んな千華のブレーキ役。
天津風の生徒たち
砲術長の大指紀子（おおさし のりこ / 声 - 齋藤綾）、機関長の加藤 小百合（かとう さゆり / 声 - 稲川英里）が登場する。

#### 教師・教官
古庄 薫（ふるしょう かおる）
声 - 豊口めぐみ
横須賀女子海洋学校の指導教官で、真霜の先輩。階級は二等保安監督官。演習航海に遅刻した晴風に自身が乗艦したさるしまで砲撃を加え、交戦の末に魚雷で足止めされる。その後、晴風の生徒が教官に対して反乱を起こしたと公安管理局に打電。さるしま沈没後は海上を漂流し、救出されて病院に収容されるまで意識不明だった。その後病院で安全監督室から事情聴取を受け、晴風へ砲撃した時のことは覚えているものの、何故あのような行動をとったのかは自分でも分からないと困惑する。
その後回復し、武蔵救出作戦時にはてんじんに乗艦して比叡、舞風、浜風、アドミラル・グラフ・シュペーを率いて晴風の支援に駆け付ける。
宗谷 真雪（むねたに まゆき）
声 - 甲斐田裕子
横須賀女子海洋学校の校長で、ましろの母。
自身も元ブルーマーメイドである。「晴風」の反乱騒動に対しては生徒を守ろうと海上安全整備局と対立しており、以後の異常事態に対しても生徒の保護や事態の収拾に奔走する。
15年前、領海内を荒らし回った武装船団を単艦で殲滅したことから「来島の巴御前」と呼ばれ、第一線を退いた現在においてもブルーマーメイドはもちろん、海上安全整備局に対しても一定の発言力を持ち、萎縮させるほどの畏敬の存在である。

### ブルーマーメイド
宗谷 真霜（むねたに ましも）
声 - 中原麻衣
宗谷家長女。ブルーマーメイド安全監督室室長で、一等保安監督官。
母・真雪の依頼を受け、晴風をはじめとする教育艦の発見・保護や、事態の調査等に奔走する。古庄の見舞いで病院を訪れた際、偶然海洋研究機関員の会話を聞いて調査、RATtの存在や異常事態の原因を突き止め、真雪に報告する。RATtの正体が判明後、武蔵を含めた感染艦の大規模救出作戦「パーシアス作戦」を立案し、その指揮を執る。
宗谷 真冬（むねたに まふゆ）
声 - 優希知冴
宗谷家次女。ブルーマーメイド強制執行課保安即応艦隊所属で、二等保安監督官。
改インディペンデンス級沿海域戦闘艦「べんてん」の艦長を務める。体育会系の気質で髪はショートにし、マントを羽織っている。制服や帽子、マントなどは通常のブルーマーメイドの制服とは異なる黒色のものを着用している。「根性注入」と称し、相手の尻を揉むという行為を行う。身体能力が非常に高く、格闘戦に長けている。
不明艦の捜索活動をしていた折、トラック諸島で比叡発見の報を聞いて駆けつけ、ましろと再会。比叡の確保および収拾後、再びトラック諸島北方で不明艦の発見の報を聞き、同時期にアドミラルティ諸島で目撃された不明艦の調査を明乃とましろに依頼する。その後、3隻の不明艦を鎮圧し、それらに乗っていた生徒たちを救出する。「パーシアス作戦」では、武蔵以外の4隻の不明艦を救出する。
平賀 倫子（ひらが ともこ）
声 - 野村真悠華
ブルーマーメイドの隊員で、晴風の補給のために接触してきた人物。安全監督室情報調査隊所属の二等監察官で、真霜の部下。役職は部長。「パーシアス作戦」では福内と共にみくらに乗艦する。海洋スポーツ全般に長けており、特にスキッパーに関しては学生時代に国際スキッパーレースS-1カテゴリーでトップクラスだった。
福内 典子（ふくうち のりこ）
声 - 櫻庭有紗
ブルーマーメイドの隊員。安全監督室情報調査隊に所属する、真霜の部下で平賀の同僚。ネコミミを模したヘッドセットを装着している。晴風が初めて明石・間宮の補給を受けた際、明石・間宮を攻撃した志摩の尋問を行う。
「パーシアス作戦」では、改インディペンデンス級沿海域戦闘艦「みくら」に平賀と共に乗艦し、同型のみやけ、こうづ、はちじょうと共に、別動隊として九州に配置されていた。しかし予想に反して武蔵が日本近海に現れたために九州から急行し、ブルーマーメイド艦隊として武蔵と交戦。善戦するが、みくら以外の3隻を戦闘不能にされ、みくらも航行に支障をきたすレベルのダメージを受けてしまう。

### その他の海洋学校の生徒たち
テア以外の生徒たちは劇場版にて登場する。
テア・クロイツェル（Thea Kreutzer）
声 - 森永千才
ドイツのヴィルヘルムスハーフェン校の生徒で、アドミラル・グラフ・シュペー艦長。
ヴィルヘルミーナとは中学の頃からの親友で、公私共に尊敬している。制服の上から、海軍将校用コートを羽織っている。晴風に救出されたあと、感謝を込めて合同パーティーを開催して晴風乗員たちと親睦を深める。
状況報告と補給のために一旦ゼーアドラー基地に帰還するが、最終話の武蔵救出戦で借りを返すために晴風の支援に駆けつける。
宮里 十海（みやさと とおみ）
声 - 高橋未奈美
呉女子海洋学校の生徒で、超大型直接教育艦「大和」艦長。高い能力を持ちながら謙虚さも忘れない人格者。
能村 進愛（のむら しあ）
声 - 長縄まりあ
呉女子海洋学校の生徒で、「大和」副長。好物は味噌煮込みうどん。三河弁がよく出るが、本人に直すつもりはない。
阿部 亜澄（あべ あずみ）
声 - 楠木ともり
舞鶴女子海洋学校の生徒で、超大型直接教育艦「信濃」艦長。社長と呼ばれる。劇場版パンフレット付属のドラマCDで、あかねの作った肉巻きミルフィーユカツおにぎりに対して「これなら食事休憩をゼロに出来る」と言うなど、ブラック企業ばりに社員（乗員）を働かせるが、自分はそれ以上に働くので人望は厚い。
河野 燕（かわの つばめ）
声 - 天野聡美
舞鶴女子海洋学校の生徒で、「信濃」副長。専務と呼ばれる。艦長である亜澄にブレーキを掛けられる数少ない人物。
千葉 沙千帆（ちば さちほ）
声 - 富田美憂
佐世保女子海洋学校の生徒で、超大型直接教育艦「紀伊」艦長。格闘技が得意。
野際 啓子（のぎわ けいこ）
声 - 鈴代紗弓
佐世保女子海洋学校の生徒で、「紀伊」副長。アメリカとフランスに留学した経験を持つ。

### その他の登場人物
スーザン・レジェス
声 - 大空直美
劇場版で登場する本作のキーパーソン、海と船が大好きな外国籍の少女。自分のことをスーと呼ぶ。身長は美波よりも少し高い。父親を捜すために訪れた横須賀で明乃やましろと知り合い、明乃からたこ焼きをおごってもらうなど世話を焼いてもらう。
幼いながらも本国では腕利きの水先案内人で、船の操縦もお手の物。だがその腕を海賊に利用され、父親を捜してやるとの甘言に乗せられ、結果的に海賊の手助けをしてしまう。回復後は海上要塞の内部構造を知っていることから、外部協力者として要塞奪還に向かう武蔵に乗艦。途中で要塞に突入する晴風に移乗し、要塞内部の水先案内人を務める。
海賊リーダー
声 - 利根健太朗
劇場版に登場する本作の悪役で、南太平洋を拠点に海賊行為を行っている海賊団のリーダー格。日本の海上防衛力の無力化を狙って海上要塞とプラント船を乗っ取り、さらにブルーマーメイドの戦力を削ぐためにスーを利用して横須賀港の閉塞作戦を行う。しかし真冬率いる突入部隊の活躍でプラント船を奪還され、最後は真冬に鼻フックをかけられてテアいわく「子供に見せられない」姿をさらされ、逮捕される。

## 用語
ブルーマーメイド
作中の日本において、海の治安を守る女性だけで構成された組織。女子学生にとって花形の職業であり、作品の根幹を成す存在。女子学生の間では「ブルマー」という略語で呼ばれている。
坂本龍馬の姉・乙女や海援隊士の妻女らが中心となって発足した｢女子海援隊｣が原点であり、シーレーンの安全確保と人命救助を主目的とする海軍に準じた組織である。その創設にはましろの曾祖母・宗谷雪が尽力している。当初は海軍から払い下げられた旧式軍艦を転用して運用していたが、現在は新型艦の配備が進んでおり、かつて運用していた艦艇は海洋学校で未来のブルーマーメイドを育てる教育用の船・教育艦として使用されている。
国際機関であり、本部がハワイのニイハウ島に、中央管制機構として東京湾上にブルーマーメイド統合管制艦がある。日本では海上安全整備局内の一組織であり、監督しているのは整備局の「安全監督室」と呼ばれる部署である。日本本部は呉に所在し、主に日本領海域の治安維持や救助活動などの活動をしている。現監督室長は宗谷真霜。
なお、同様に海の治安を守る男性の職業も存在し、そちらは『ホワイトドルフィン』と呼ばれている。
横須賀女子海洋学校
横須賀にある、ブルーマーメイドの養成学校。卒業後はブルーマーメイドとしての進路が確約される。女子海洋学校は日本には横須賀の他に呉、舞鶴、佐世保にあり、新入生の募集は4校の持ち回りで行っているため、ひとつの学校には1学年の生徒しか在籍していない。校舎は壁面にレンガを用いるなど、古式ゆかしい洋風建築となっている。制服は半袖のセーラー服で、左肩の袖口に乗艦する艦のパーソナルマークのワッペンを、右肩の袖口に専攻する科を示すワッペンを付ける。また、明乃の艦長帽やましろの金モールなど、役職によっては制服に追加物がある。明乃やもえかたち新入生は第二十一期生に当たる。校長は宗谷真雪。
本校所属の艦船は、基本的にYから始まる艦番号ないし艦籍番号を持つ。識別帯は教育艦・教員艦共通で、喫水線上に赤の斜線。
校舎がある人工島は推進機関を有するメガフロート型の建造物であり、非常事態の際には海上保安法第12条に基き、校長の指揮下で巨大戦艦としても運用することができる。
海上安全整備局
劇中の日本における海の治安を守る組織。先述の横須賀女子海洋学校や安全監督室は、この組織の傘下に位置する。直属の艦隊を保有しており、普段は治安維持のために世界各地の海洋に展開している。国際機関として海上安全委員会という組織が存在するが、作中では語られていない。
宗谷家
ましろの家系で、横須賀に居を置く女系家族の名門家。ましろの曾祖母・雪がブルーマーメイドの初代艦長を務めて以来、代々ブルーマーメイド隊員を輩出している。15年前の領海内に出没した武装船団に対し、真雪が艦長を務めた艦が単艦でこれを殲滅し、領海を守ったこともあり、ブルーマーメイドを目指す女子学生の憧れとなっている。
東舞鶴男子海洋学校
略称は東舞校（とうまいこう）。ホワイトドルフィンの養成学校。本校所属の艦船は、基本的にHから始まる艦番号ないし艦籍番号を持つ。識別帯は喫水線上に黄色の斜線。
オーシャンモール四国沖店
ショッピングモールの拠点として建造されている商業施設で、四国沖店は四国地方南方の海域に位置している。規模は巨大なメガフロートで、ビルやジェットコースターなども見られる。海上にあるため、行き来は輸送ボートやスキッパーが主。作中では晴風のトイレットペーパーが枯渇したため、それ以外の物資補給も兼ねて明乃以下4名がスキッパー2隻に分乗して来訪する。
仁義のない争い
幸子が好きな映画で、ヴィルヘルミーナが日本語の教材として用い、好きになった映画。作中で1970年代に上映された、1940年代から1950年代に広島で実際に勃発した海上暴力団同士の大抗争を題材にした任侠映画。シリーズは全5作で、実在した暴力団を生々しくドキュメンタリータッチの斬新な映像と泥臭く足掻き、時には卑怯にも見て取れる男たちの群像劇は、当時外国映画が多かった中で異彩を放つ。海外でも上映され、40年以上経った現在でも幅広い人気を集めている。
RATt（ラット）
一連の事件の原因となった、ハムスターに似た小動物。ハムスターに似ているが、遺伝子構造は異なる。「RATtウィルス」と呼ばれるウイルスを保菌・媒介しており、そのウイルスが持つ生体電流が原因で電子機器に不具合が起こること、感染者の性格の狂暴化が認められることを美波が発見。後にワクチンや調査記録の書類と一緒にブルーマーメイドに手渡され、横須賀女子海洋学校へと搬送される。
その後、真霜の調査結果でこの生物が海上安全整備局の海洋研究機関内で偶然誕生した生物であること、ウイルスの一次感染者が身体能力の向上と共に好戦的な性格になる他、ウイルスが発する電磁波のハブとなって周囲の二次感染者の脳波に干渉することにより「生体電流ネットワーク」を構築させ、単一の意思に基づいて行動する「ひとつの群体」を形成、より強力になった電磁波によって感染を拡大すること、さらにこの電磁波によって電子機器の機能不全を引き起こすことが報告される。
感染後の経過時間が短ければ海水がウイルスに対して有効だが、時間経過と共にウイルスが全身に行き渡った場合は抗体の投与のみが効果的である。それを踏まえ、シュペー救出作戦時において突入班は海水の入った水鉄砲を装備してシュペー艦内に突入、感染した乗員に海水を当てて気絶させ、鎮圧している。
事の起こりは、この実験体を乗せたまま、サルベージ不可能な水深1500ｍまで沈没した実験艦（潜水艦）が、西之島新島における海底火山活動によって海上に姿を現したことである。海洋実習でさるしま以下の横須賀女子海洋学校の教育艦隊が西之島新島近海を第一次集合場所として集結する情報をつかんだ研究機関は、関係者をさるしまに乗船させてRATtを秘密裏に回収し、実験艦は自沈させる計画を立てる。しかし関係者を含むさるしま乗員はウイルスに感染、同海域にいた武蔵をはじめとする他の艦艇にも感染が広がり、事件は大規模なものとなっていく。
上記の理由のため、機関部の故障で第一次集合場所への到着が遅れた晴風、そして実習後に別海域で合流予定だった明石・間宮およびその護衛の教育艦は感染を免れている。
初動では、海水に浸かることでも治癒することができる。
ヴィルヘルムスハーフェン海洋準備校
漫画『ハイスクール・フリート ローレライの乙女たち』に登場する学校で、ドイツのヴィルヘルムスハーフェンに位置する中等教育の海洋学校。この学校に入る生徒はみな成績上位者であり、卒業生は職業学校か上級学校（ヴィルヘルムスハーフェン校）に進む。ミーナとテアが初めて会った場所。

## 本作登場の艦船
本作に登場する艦船は実在した艦船に類似しているが、砲塔に自動揚弾・装填機構が備わるなど、各部の自動化・省力化が徹底的に推し進められており、少人数の女子でも運用できるようになっている。また水上レーダーやソナーなどの電子設備は最新のものに換装されている（飛行機が存在しないため、対空レーダーはない）他、GPSの代わりにTACANに似たシステムが搭載されているなど、実在した艦船とは若干の差異が存在する。
男子を含め、海洋学校に所属する教育艦は1隻の艦がひとつのクラスであり、晴風のような小型艦から武蔵のような超大型艦に至るまで、乗員数（クラス人数）はすべて30名である。

### アニメ本編より登場する艦船
晴風（はれかぜ）
横須賀女子海洋学校所属の陽炎型航洋直接教育艦で、明乃たちが乗る艦。艦番号はY467。
天津風に搭載された高温高圧缶をさらに改造したものが試験的に搭載されており、同型の艦よりも速力に勝るが故障も多く、その分安定性に欠ける。中型スキッパーを2隻搭載しており、搭乗員による高機動活動にも対応。また、人員や物資輸送のための大型ボートも搭載されている。前述のとおり、水上レーダーおよび対潜ソナーは最新のものに換装され、電測・水測能力の大幅な向上が図られている。他に、艦内にクラス全員が一堂に集まれる教室が設置されたり、陽炎型駆逐艦では操舵室に設置されている操舵輪が、晴風では艦橋に移設されているなどの相違点がある。
第3話までの戦闘で船体や砲塔を含む装備が損傷し、第4話で明石と合流して損傷箇所を修復。その際、損傷した砲塔も含めて主砲を長十糎高角砲に換装する。第9話のシュペー救出戦で第3砲塔が大破し、再度明石の修理を受けると共に主砲はMk 39 5インチ砲に換装され、同時に射撃管制機器も新しいものに変更される。兵装類は主砲以外はモチーフとなった陽炎型駆逐艦に準じている。
日本近海での武蔵救出戦にて各所に被害を受けて満身創痍となりつつも、味方の支援を受けて武蔵への接舷乗艦作戦を成功させるが、横須賀帰港後、晴風クラスの退艦後に沈み始め、5月5日夕刻、クラス全員が見守る中、横須賀埠頭の海底へ没する。
史実では③計画で予算計上された陽炎型18隻のうち、3隻は大和型戦艦の予算及び排水量偽装のための架空計上だが、本作世界では偽装の必要がなかったために18隻全て建造されている。本艦は史実では建造されなかった3隻のうちの1隻である。

晴風II
万里小路重工によってサルベージされた晴風の船体から使用可能な部品を取り外し、過去の改装時に取り外してあった部品と併せてこれらを横須賀女子海洋学校の予備艦であった陽炎型航洋直接教育艦「沖風（おきかぜ）」に艤装したもの。本来の艦名は沖風だが、真雪の好意を受け明乃は晴風と命名した。主砲はシュペーから提供された副砲の予備部品である55口径15センチ単装砲を改造したものが装備されており、艦番号は晴風のY467から沖風のY469に変更になっている。
武蔵（むさし）
横須賀女子海洋学校所属の大和型超大型直接教育艦。艦番号はY118。艦長は知名もえか。
入学試験の成績上位者が乗員に選ばれており、艦長は将校服を着用する。
圧倒的な火力と耐久性に加え、的確な命中精度と駆逐艦並みの旋回力を発揮し、ましろをはじめとする晴風乗員を驚愕させる。さるしまやアドミラル・シュペーと同様に乗員の大半がRATtウイルスに感染しているために周囲の艦船を見境なく攻撃し、その攻撃力と防御力も相まって西太平洋における脅威となる。第5話で晴風が接触して以降、その行方はなかなか掴めなかったが、フィリピン沖に現れるであろうと予測して主力艦隊を配備したブルーマーメイドを欺くかのように日本近海に突如出現。福内率いるブルーマーメイド艦隊をその重装甲と大火力で蹴散らして東京湾に迫ったが、晴風の捨て身の作戦で内部の乗員を鎮圧され、停船した。
大和型超大型直接教育艦は、武蔵の他に大和、信濃、紀伊の計4隻が存在し、4校ある女子海洋学校に1隻ずつ配備されている。

明石（あかし）
横須賀女子海洋学校所属の工作支援教育艦。艦番号はY2302。艦長は杉本珊瑚。
海上安全整備局の平賀と共に晴風の下に現れ、砲塔や甲板等の修理を行う。航行要員の生徒30人の他に工作活動要員の生徒も30人乗艦している。西之島新島沖の演習後、間宮と共に艦隊に合流する予定だったため、RATtへの感染を免れている。

間宮（まみや）
横須賀女子海洋学校所属の補給支援教育艦。艦番号はY2201。艦長は藤田優衣。
海上安全整備局の平賀と共に晴風の下に現れ、不足物資の補給を行う。航行要員の生徒30人のほかに料理専属の生徒も30人乗艦している。西之島新島沖の演習後、明石と共に艦隊に合流する予定だったため、RATtへの感染を免れている。

比叡（ひえい）
横須賀女子海洋学校所属の大型直接教育艦。艦番号はY102。行方不明になっていた教育艦のうちの1隻で、型は古いものの改装により性能は新鋭艦にも劣らない。晴風がある海域で捕捉し追跡していたが、幸子の分析でトラック諸島という人口密集地に進路を向けており、感染拡大を阻止すべく、晴風は比叡の足を止めることを決意。一度は失敗するものの、潮汐を利用したトラップにより浅瀬で座礁、救援に現れた真冬が乗艦するべんてんに保護される。その後、武蔵救出戦にて晴風の支援に駆け付ける。

さるしま
横須賀女子海洋学校所属の大型教員艦。インディペンデンス級沿海域戦闘艦をベースに凌波性や耐航性、航続距離を向上させた「改インディペンデンス型」で、速射砲・VLS・飛行甲板を備える。艦番号Y083。艦長は古庄薫。
集合地点に遅刻して到着した晴風を突如速射砲で砲撃するが、晴風からの模擬弾頭魚雷の反撃を受け沈没した。
さるしまには海洋生物の生態を研究を名目として研究員のチームが派遣されていたが、実際は西之島新島に打ち上げられた沈んでいたはずの実験艦からRATtのデータを回収して自沈させるための準備であった。しかしさるしまはRATtウイルスに感染してしまい、研究員のチームも意識不明となる。沈没するほどの損傷ではなかったさるしまが沈没した原因も、乗員がウイルスに感染したことで適切なダメージコントロールができなかったためである。
なお改インディペンデンス型は、さるしまの他に真冬が艦長を務めるべんてん、武蔵救出戦で古庄が乗艦するてんじんなど、ブルーマーメイドの作戦艦艇および教員艦として世界各国で配備が進められている。

アドミラル・グラフ・シュペー
ドイッチュラント級小型直接教育艦。艦番号W207。識別帯は喫水線上に白と黒の斜線。艦長はテア。ヴィルヘルミーナが副長として乗艦。
ドイツのヴィルヘルムスハーフェン校からの留学生艦。横須賀女子海洋学校との合同演習に参加するために来日するが、途中でヴィルヘルミーナを除く乗員がRATtウイルスに感染し、遭遇した晴風に対して攻撃を仕掛ける。
アドミラルティ諸島沖で再び発見され、晴風との交戦の末、艦長のテアを始め乗員はRATtウイルスの感染から解放される。その後、補給と精密検査と報告のためゼーアドラー基地へ寄港し、最終回の武蔵救出戦で晴風の支援に駆け付ける。

伊201
東舞鶴男子海洋学校所属の伊二百一型潜水直接教育艦。艦番号はH6201。
海中での電波の減衰のために無線機を使えない晴風が、交戦の意思がないことを伝えるためにアクティブ・ソナーでモールス信号を送ったが、RATtに感染していた事もあいまってこれを戦闘行為と誤解、晴風に攻撃を仕掛ける。
初めての対潜戦闘、不慣れな夜間戦闘、さらに使える武装は爆雷1発だけと装備も枯渇していた晴風は苦戦を強いられるが、ヴィルヘルミーナのアドバイスと掃海具を使用した索敵が功を奏し、爆雷を至近距離で爆発させ、追撃を振り切ることに成功する。
本艦を含め、この世界において潜水艦に分類される艦艇は、全て男性のみで運用されている。
劇場版では海上要塞至近の海域に潜行し、大和型教育艦の弾着観測射撃のために要塞の位置データの送信や弾着観測を行う。

あおつき
東舞鶴男子海洋学校所属の大型教員艦。現実におけるあきづき型護衛艦に相当する艦で、艦型・装備共にあきづき型と酷似している。艦番号H115。東舞鶴男子海洋学校には本艦を含めあきづき型大型教員艦が計18隻配備されている。
東舞鶴男子海洋学校教員艦隊旗艦として、同校の教頭が座乗し同型艦7隻と共に武蔵捜索に当たっていたが、北マリアナ諸島付近で飛行船が武蔵を発見、そのまま艦隊を率いて武蔵保護に向かうも、RATtウイルスに乗員が感染していた武蔵によって艦隊共々砲撃を受ける。艦隊を構成していた同型艦のうち2隻が被弾損傷した時点で教頭が攻撃を決断し、墳進魚雷で攻撃して命中弾を与えるが、演習弾であったために火力不足であり、そのまま武蔵の攻撃により艦隊の損傷艦が増加する。その後増援の同型艦8隻と合流して攻撃を続けるも、RATtの電磁波により艦隊間データリンク及び通信に障害が発生した上墳進魚雷含む電子機器にも異常をきたし、最終的に自艦を含む教員艦隊全艦が武蔵の攻撃により損傷・航行不能状態に陥った。
なお、あきづき型はホワイトドルフィンにも主力艦艇として配備されており、劇場版では横須賀所属を示す赤色の斜線の識別帯塗装が施された「うらづき」以下計5隻のホワイトドルフィン所属艦が登場し、海上要塞攻略作戦に突入艦隊として参加している。また、長崎校の教員艦更新用として、あきづき型をベースに対潜能力強化やコストダウンを図った改良型（現実におけるあさひ型護衛艦に相当）を16隻から20隻建造することが計画されている。

スキッパー
劇中に登場する水上オートバイの名称。第1話冒頭で明乃が使用した小型のものや、より大型で速力も高く、安全装置やカバーを搭載した中型が存在する。晴風には中型スキッパーが2隻搭載されており、ブルーマーメイドも人命救助活動などに使用している。最高時速は中型スキッパーで時速120キロメートル。中学生から免許を取得することができるが、最初は小型スキッパー免許を取得し、1年以上無違反でさらに技能試験に合格することによって中型スキッパー免許（丙種二級小型水上免許）が取得できる。

しんばし
晴風に救難信号を送った商店街船。船内には居住区画と商業区画が設置されており、船全体が街として機能している。悪天候の中、ウルシー環礁で座礁し、浸水による後部持ち上がりにより破断、沈没する。

### ゲーム『艦隊バトルでピンチ!』に登場する艦船
時津風（ときつかぜ）
横須賀女子海洋学校所属の航洋直接教育艦。艦番号はY461。艦長は榊原つむぎ。

天津風（あまつかぜ）
横須賀女子海洋学校所属の航洋直接教育艦。艦番号はY459。艦長は高橋千華。

### 劇場版に登場する艦船
大和（やまと）
呉女子海洋学校所属の超大型直接教育艦。艦番号はK117。識別帯は喫水線上に青の斜線。艦長は宮里十海。テレビアニメ第1話冒頭にもブルーマーメイド所属艦として登場している。

信濃（しなの）
舞鶴女子海洋学校所属の超大型直接教育艦。艦番号はM119。識別帯は喫水線上に黄の斜線。艦長は阿部亜澄。史実とは異なり、本作世界では航空機が存在しないために航空母艦ではなく戦艦として竣工・就役している。

紀伊（きい）
佐世保女子海洋学校所属の超大型直接教育艦。艦番号はS120。識別帯は喫水線上に緑の斜線。艦長は千葉沙千帆。史実では未成艦だが、本作世界では竣工・就役している。

## スタッフ
- 原作 - AIS（OVA以降はAAS表記）
- 原案 - 鈴木貴昭
- 監督 - 信田ユウ
- 監督補佐 - 橋本能理子（第2話 - ）、小林公二（第4話 - ）
- シリーズ構成 - 吉田玲子
- キャラクター原案 - あっと、しのづかあつと（ミーナ、テアを除くシュペー乗員）[39]、野上武志（もえか除く武蔵乗員）[40]
- キャラクターデザイン - 中村直人
- 世界観デザイン - 石津泰志
- プロップデザイン - 宮本崇
- 美術監督 - 佐藤正浩（第1 - 11話）、わたなべけいと（第4、6話）、松本克樹（第4、8、10 - 12話、OVA）
- 美術設定 - 佐藤正浩、藤瀬智康（第4話 - ）
- 色彩設計 - 池田ひとみ
- 撮影監督 - 林コージロー
- 編集 - 吉武将人
- 3DCGディレクター - 宮風慎一
- 音響監督 - 森下広人
- 音楽 - 小森茂生
- 音楽プロデューサー - 山内真治
- 音楽制作 - アニプレックス
- プロデューサー - 柏田真一郎、神宮司学（OVA）、赤坂泰基、久保田淳一、大和田智之、大塚則和、村上弘明、黄樹弐悠
- アニメーションプロデューサー - 加藤晋一朗・沼田広（TV）、青木零一（OVA）
- アニメーション制作 - Production ims
- 製作 - 海上安全整備局（アニプレックス、KADOKAWA、アスミック・エース、BS11、コンテンツシード、クロメア）

## 主題歌
オープニングテーマ「High Free Spirits」（第2話 - 第11話、OVA前編）
作詞・作曲 - 山崎佳祐 / 編曲 - 溝口雅大 / 歌 - TrySail（アニプレックス）
第1話、OVA後編ではエンディングテーマとして、第12話、劇場版では挿入歌として使用。
ニュータイプアニメアワード2016において、主題歌賞を受賞している。
エンディングテーマ「Ripple Effect」（第2話 - 第12話、OVA前編）
作詞・作曲・編曲 - ZAQ / 歌 - 春奈るな（SMEレコーズ）
挿入歌「わたしたち記念日」（OVA後編）
作詞 - 稲葉エミ / 作曲 - eba / 歌 - 岬明乃（夏川椎菜）、知名もえか（雨宮天）

## 各話リスト
| 話数 | サブタイトル           | シナリオ | 絵コンテ                | 演出              | 作画監督                                                                                     | 総作画監督                              |
| --- | ---------------------- | -------- | ----------------------- | ----------------- | -------------------------------------------------------------------------------------------- | --------------------------------------- |
| #1 | 初航海でピンチ！       | 吉田玲子 | 信田ユウ                | 信田ユウ          | 山川宏治、滝川和男、垣野内成美、永野孝明 萩尾圭太、土屋浩章、藤田正幸                        | 中村直人 奥田陽介                       |
| 幼い頃、岬からブルーマーメイドの旗艦・大和を見た岬明乃と彼女の幼馴染の知名もえかは、お互いブルーマーメイドになろうと誓いを立てる。9年後、明乃は神奈川県横須賀市にあるブルーマーメイドを養成学校「横須賀女子海洋学校」に入学し、そこでもえかと再会。入学者たちは教育艦に配属され、明乃は晴風の艦長に、もえかは武蔵の艦長に任命される。 4月5日、初の海洋実習として、晴風を含む艦隊は集合地点の西之島新島沖へ向かうが、晴風は機関の故障で4時間遅刻してしまう。集合地点に到着した晴風を待っていたのは、古庄が乗艦する教員艦・さるしまからの砲撃であった。謝罪の打電や手旗信号にも応じることなく攻撃を仕掛けるさるしまに対し、明乃はクラスの安全を守るために反撃することを決意。模擬弾頭の魚雷を用いてさるしまの足を止め、海域を離脱する。その頃、さるしまの司令室の中で古庄は公安管理局へ「さるしまは晴風から攻撃を受けた」と打電する。これにより、晴風クラスには反乱の嫌疑がかけられ、彼女たちは追われる身となる。 |                        |          |                         |                   |                                                                                              |                                         |
| #2 | 追撃されてピンチ！     | 吉田玲子 | 信田ユウ 笹嶋啓一       | 橋本能理子        | サトウミチオ、小澤円、森前和也、小林真平 柏敦志、永野孝明、桑原良介                          | 山田有慶                                |
| 4月6日、事情を説明すべく艦隊の次の合流予定地点である鳥島沖へ向かう晴風。だが、海上安全整備局の広域通信を傍受し、事態が自分たちにとって良からぬ方向に動いていることを知った明乃たちは、無用の戦闘を避けて横須賀女子海洋学校へ帰投することにする。 そんな中、晴風はドイツの留学生艦・アドミラル・シュペーと遭遇。敵対する意思がないことを示すが、シュペーは晴風に向けて発砲。晴風は機関部の問題から速度を上げて振り切ることが難しいため、明乃はシュペーを攻撃することを決意。その最中、シュペーから脱出したボートがシュペーの攻撃で撃沈されるのを目撃する。明乃はボートに乗った人物を救出するため、スキッパーで出る。ましろは戸惑いつつもシュペーの注意を晴風に惹きつける。晴風は主砲でシュペーの船足を落とすことに成功、ボートの少女を救出した明乃を回収して海域を離脱する。そんな時、武蔵艦長のもえかから非常回線で救援要請が入る。 |                        |          |                         |                   |                                                                                              |                                         |
| #3 | パジャマでピンチ！     | 鈴木貴昭 | 信田ユウ 笹嶋啓一       | 住吉嵐            | 芳賀亮、山根まさひろ、柏淳志、小野孝明 土屋浩章、栗原学、後藤依子、甲田正行 今井雅美、和合薫 | 中村直人、小林真平、山田有慶            |
| 4月8日、横須賀女子海洋学校では、海上安全整備局が教育艦の異常な行動を受けて強硬手段を準備していることに苦慮する。同じ頃、明乃はもえかからの救援要請に後ろ髪を引かれつつも、横須賀への帰投を優先しようする。その過程で、海上安全委員会が横須賀女子海洋学校所属艦の異常行動を受け、学校所属の艦は各地への寄港を禁止とし、晴風については抵抗した場合は撃沈を許可する旨の通知が出ていることを知るが、状況の報告と自らの潔白を証明すべく、危険を承知の上で横須賀への帰投を急ぐ。 同日夜、晴風は東舞鶴男子海洋学校（東舞校）の潜水艦・伊201と接触。伊201から魚雷攻撃を受けるが、ボートの少女、ヴィルヘルミーナの力も借りて、爆雷によって伊201に損傷を与えることに成功し、海域から離脱する。明乃はヴィルヘルミーナと情報交換し、シュペー内で突如異常事態が発生したことを知る。直後、校長の真雪が横須賀女子海洋学校に所属する教育艦に対して全艦速やかに横須賀へ帰投する命令を出したことを知り、晴風クラスの一同は安堵する。 |                        |          |                         |                   |                                                                                              |                                         |
| #4 | 乙女のピンチ！         | 吉田玲子 | 藤森カズマ              | 阿部達也          | キム ゼヒョンほか                                                                            | 中村直人、奥田陽介、サトウミチオ        |
| 4月13日、学校からの命令を受けて帰投を急ぐ明乃たちだったが、トイレットペーパーなどの生活物資の不足が判明、帰投する前に必要な物資を補充するために明乃たち4名が近くのオーシャンモールに買い出しに行くことになる。一時待機となった晴風で理都子と果代子は漂流物を漁っていたが、ある箱の中にいた小動物が箱から飛び出し艦内に脱走する。明乃たちは物資の調達を終えて帰ろうとするが、ブルーマーメイドに発見されて拘束される。一方の晴風も、明乃たちとの合流地点で明石・間宮とその護衛教育艦の計4隻の艦隊に包囲される。その時、突然いつも無口でおとなしい志摩が好戦的な性格に豹変し、包囲した艦船に向かって発砲するが、ヴィルヘルミーナの活躍により事態は収束する。そこに明乃たちが現れ、包囲している艦隊が味方であり、自分たちの補給に来てくれたことを知らせる。 補給作業中に明乃はブルーマーメイドの平賀と対面し、改めてさるしまに対する攻撃は自衛目的であったことを報告。発砲した志摩については聴取が行われ、五十六が捕まえた小動物についてはひとまず美波が管理することになる。そして補給が終了したという報告を受けた際、明乃は武蔵が行方不明になっていることを知る。                      |                        |          |                         |                   |                                                                                              |                                         |
| #5 | 武蔵でピンチ！         | 岡田邦彦 | 笹嶋啓一                | 越田知明          | 三島千枝、森下勇輝、一橋優一、岩田幸大 斉藤育実、阪本麻衣、森田和也、王國年                  | 中村直人、山田有慶、小林真平            |
| 4月14日、明石、間宮と別れた晴風では、ブルーマーメイドによる志摩の聴取が行われる。同じ頃、真霜は古庄が入院する病院を訪れ、古庄から当時の状況を聞くが、東舞校の艦隊が武蔵を発見したという連絡を受け取り、病院を後にする。東舞校の教員艦隊は武蔵との接触を試みるが、武蔵から攻撃を受け状況は一変。武蔵は教員艦からの呼び掛けに応じることなく、双方戦闘状態に突入する。 一方、晴風では志摩の取り調べが終わり、ヴィルヘルミーナの歓迎会が開かれて和やかなムードが漂っていた。そんな中、学校からの緊急連絡が入り、晴風は急ぎ武蔵のいるアスンシオン島近海へ向かう。東舞校の教員艦を圧倒する武蔵に恐怖を感じるなか、明乃はもえかの救出に向かおうとする。ましろは思いとどまるよう明乃を説得するが、明乃は制止を振り切り、スキッパ―で救出へ向かう。止むを得ず、ましろは明乃を支援すべく、晴風に武蔵の目を惹きつけることを通達。一方、武蔵に接近した明乃はもえかが無事なことを視認するが、障害物に接触して海に投げ出される。 |                        |          |                         |                   |                                                                                              |                                         |
| #6 | 機雷でピンチ！         | 鈴木貴昭 | 佐藤清光 藤森カズマ     | 佐藤清光          | 永野孝明、桑原良介、藤田正幸、栗原学 土屋浩章、森前和也、芳賀亮、ひのたかふみ                | 中村直人、奥田陽介                      |
| 真雪たちは東舞校の艦隊が武蔵によって全艦行動不能となったこと、連絡が取れなくなった教育艦が増えたこと、そして武蔵をすぐに追跡できる艦艇が晴風しかいないことを確認する。海上安全整備局もまた、事態の鎮圧に向けて緊急会議を招集する。その頃、明乃は武蔵の救援を断念し、失意のまま晴風に帰還する。武蔵から距離を取った晴風だが、電子機器が謎の故障を起こす。原因は美波が管理する小動物であることが判明、美波は小動物が何らかのウイルスを保菌していると推測し、一連の案件にこれが関わっていると考える。 一夜明け、晴風は機雷に囲まれる。安全と航路確保のため、スキッパ―を利用した掃海が提案され、理都子と果代子がスキッパ―に搭乗して掃海を行うが、機雷に接触して爆発に巻き込まれてしまう。2人は海に投げ出されたものの、明乃と鈴が救助に向かい、事なきを得る。そんな中、美波は自らを実験台にしてウイルスのワクチンを試す。 |                        |          |                         |                   |                                                                                              |                                         |
| #7 | 嵐でピンチ！           | 吉田玲子 | 笹嶋啓一                | 飯田薫久          | 飯田清貴、小澤円、王國年、相澤秀亮                                                           | 中村直人、山田有慶、小林真平            |
| 4月22日、晴風は学校から武蔵の捜索を指示されるが、艦内の水不足が発覚したため、まずはそちらへの対応を優先する。同月25日、晴風は霧が発生する海域を通過中に降雨に遭遇。水不足は解消されるが、降雨は嵐に変わる。当直を務めていた明乃は落雷で恐怖にかられ、ましろに当直の交代を願い出る。明乃は雷が嫌いになったきっかけをましろとヴィルヘルミーナに告白し、さらに自分ともえかの関係を吐露する。 そこへ突然、商店街船「しんばし」からの救難信号が入る。晴風はブルーマーメイドに状況を報告し、救難信号が発信された現場へ急行する。現場に到着した晴風はましろとヴィルヘルミーナを中心とした臨時の救助隊を編成し、座礁した船の救助活動を行う。ましろは艦内に取り残された生存者の確認に向かい、取り残された猫を確保するが、船体が破断したことによって船内に取り残されてしまう。そこにブルーマーメイドの救助隊が到着し、ましろは間一髪で無事救助される。明乃はましろを抱擁しながら、艦で仲間の無事を待つことの辛さを打ち明ける。 |                        |          |                         |                   |                                                                                              |                                         |
| #8 | 比叡でピンチ！         | 岡田邦彦 | 西島克彦                | 村田光 後藤礼雅   | 桜井正明、三井麻未、佐藤このみ、臼田義夫 宇良隆太、山田将司、今田茜、相澤秀亮                | 中村直人、奥田陽介                      |
| 4月26日、晴風は比叡に遭遇。対応を思案する間もなく、比叡は発砲。晴風はブルーマーメイドの派遣部隊が到着するまでは距離を取って監視せよと命じられが、幸子からウイルスに感染しているであろう比叡はトラック諸島に向かっており、このままでは全世界にウイルス感染が拡大する恐れがあると報告される。感染拡大を防ぐために明乃は比叡の航路を妨害するが、機関科から船速の維持ができない旨の報告を受ける。作戦の変更を迫られた明乃は、五十六たちを見てある作戦を思いつく。 明乃は校長と通信を行い、現状の報告とその上で立案した作戦実行の許可を求め、校長は条件付で許可を出す。明乃はクラス全員に比叡を座礁させる作戦の内容を説明し、全員の賛同を得て実行に移す。最初の予定ポイントで座礁させることに失敗するが、再度同じポイントで今度は潮の干満も計算に入れ、比叡を座礁させることに成功する。比叡の監視を兼ねて艦を停泊していた所へ、宗谷家の次女・真冬率いるべんてんが到着する。 |                        |          |                         |                   |                                                                                              |                                         |
| #9 | ミーナでピンチ！       | 鈴木貴昭 | 祝浩司                  | 安藤貴史 阿部雅司 | 棚澤香織、西田美弥子、芳賀亮 栗原学、土屋浩章、後藤依子                                      | 中村直人、小林真平                      |
| アドミラルティ諸島とトラック諸島の沖合に大型艦の目撃情報が報告され、晴風はアドミラルティ諸島沖の目標に向けて出航する。情報を分析した結果、目標はアドミラルシュペーであることが判明。明乃はクラスの意志とヴィルヘルミーナの思いを聞き、救出作戦実行を決意する。しかし魚雷でシュペーを足止めしてシュペーの弱点を攻撃して乗り込むする作戦は失敗してしまう。艦に直撃弾を受け、進退窮まる晴風。そんな中、芽衣がスキッパ―で接近してシュペーに乗り込む案を提案する。突入班を志願した明乃は艦の指揮をましろに任せ、スキッパ―でシュペーへ向かう。突入班を援護すべく、ましろが指揮を執る晴風はシュペーを牽制するが、再び直撃弾を受け、牽制を中止。明乃たちがシュペーに乗り込んだことを確認し、射程範囲外へ退避する。 その頃、シュペーに乗艦した突入班は、ウイルスに感染した生徒たちを次々に鎮圧。シュペー艦長テアの確保をもって全艦鎮圧し、作戦は成功する。その後、シュペーの乗員と交流会が開かれるが、会の終了後にシュペーは自国の基地へ向かうと告げられる。ヴィルヘルミーナを乗せたシュペーは出航、幸子はヴィルヘルミーナとの別れを惜しむ。                                                 |                        |          |                         |                   |                                                                                              |                                         |
| #10 | 赤道祭でハッピー！     | 吉田玲子 | 藤森カズマ              | たかたまさひろ    | 古矢好二、丸岡功治、植竹康彦 大西秀明、江間一隆、福地和浩 成松義人、相澤秀亮、王國年         | 中村直人、奥田陽介、山田有慶            |
| 麻侖は晴風が赤道を越えていることを受け、赤道祭の実施を提案する。晴風が修理中で動けないこともあり、明乃は実施を了承し、2日後に開くことが決定する。その頃、陸上では真霜を議長としたブルーマーメイドの会議が行われ、感染した艦の救出作戦「パーシアス作戦」が決定、作戦内容は晴風にも通達される。赤道祭前日、麻侖は他の乗員が祭りにさほど関心がないことを知り、拗ねて機関室に籠ってしまう。黒木から柳原が拗ねたことが伝えられた明乃たちだが、媛萌が個人的に用意していた神輿と明乃の機転によって麻侖の機嫌は直り、他の乗員たちも明乃に引っ張られて本格的に準備に取り組み、予定通り赤道祭は開催される。 祭りは滞りなく進み、麻侖は自分のことを心配してくれた黒木に感謝の意を込め、彼女が抱える不満を解消すべく相撲大会を開き、明乃ともスキンシップを図らせる。最後は美波が希望した合唱を行い、祭りは終了する。 |                        |          |                         |                   |                                                                                              |                                         |
| #11 | 大艦巨砲でピンチ！     | 岡田邦彦 | 笹嶋啓一                | 村上勉            | 吉田巧介、飯飼一幸、大木比呂 齋藤温子、山田英子                                              | 中村直人、小林真平 サトウミチオ、栗原学 |
| 乗員が祭りの片付けをする中、浮かない表情を見せる明乃。5月5日、ブルーマーメイドの予想に反して武蔵が伊豆半島の沖合で発見され、位置的に武蔵に近い晴風には武蔵の捕捉が命じられる。武蔵を捕捉し、砲撃を何とか回避する晴風だったが、平賀の率いる別動隊が到着して武蔵と交戦に入り、晴風は回避行動に専念する。そんな中、ましろは明乃が判断を下せない姿を見て、幸子らに指揮を任せ、明乃を副長室に連れて行く。 平賀隊は様々な策を講じて武蔵の足を止めようとするが全て失敗、艦隊は壊滅状態に陥る。ブルーマーメイド本隊の到着も期待できない状況で、明乃はクラスメイトを危険にさらすことに恐怖を感じて決断を下すことが出来なくなり、ましろもそんな明乃にかける言葉を失う。その最中、二人の会話を聞いた麻侖はましろを機関室に連れ込み、叱咤する。麻侖と黒木の言葉を受けたましろは決意を固め、明乃に思いの丈をぶつける。それを聞いたクラスメイトたちも自らの思いを発露し、明乃は覚悟を決めて武蔵との対決を決断。正気を保っていた武蔵艦橋のもえかへ向けて、救援に向かうとの発光信号を送る。 |                        |          |                         |                   |                                                                                              |                                         |
| #12 | ラストバトルでピンチ！ | 吉田玲子 | 西島克彦 藤森カズマ     | 橋本能理子        | 芳賀亮、小澤円、佐々木貴弘、土屋浩章                                                         | 中村直人、山田有慶、奥田陽介            |
| 東京防衛のデッドラインとなる浦賀水道に武蔵が到達するまで、残り20分。晴風は単艦で武蔵の足を止めようとするが、武蔵の砲撃により機関部の浸水など多数の損害を受ける。明乃が一度は総員離艦命令を出そうとしたその時、別方向から武蔵に対して砲撃が行われる。それは比叡、アドミラルシュペー、舞風、浜風、そして古庄が乗るてんじんによるものだった。 明乃は増援に来た艦と協力し、晴風以外の艦が武蔵に対して牽制を行う間、晴風が武蔵に接近接舷する作戦を実行する。明石から受け取った噴進弾を武蔵の目隠しに使い、武蔵の眼前で大回頭を行った晴風は、傷つきながらも武蔵に接舷することに成功し、突入班がウイルスに感染した武蔵の生徒を鎮圧。明乃は艦橋へ向かい、親友のもえかと再会を果たす。晴風は武蔵らと共に横須賀へ帰港し、乗員は1ヶ月ぶりに上陸を果たす。それを見届けたかのように、晴風はゆっくりと沈み始める。晴風クラスの各員がその光景を見つめる中、明乃は沈みゆく晴風を敬礼で見送る。 |                        |          |                         |                   |                                                                                              |                                         |
| OVA 前編 | 納沙幸子がピンチ！     | 岡田邦彦 | 藤森カズマ 信田ユウ     | 阿部雅司          | 飯田清貴、棚澤香織、山根まさひろ、沼田広 藤田正幸、栗西祐輔、滝川和男                        | 和合薫、倉谷亮多                        |
| 一連の騒動から1か月後。晴風クラスは中間考査を終え、試験休みに入っていた。そんな中、幸子は明乃から呼び出しを受ける。明乃とましろは幸子に封筒を手渡し、この封筒を始末書の作成に追われる自分たちに代わってクラス全員に渡して欲しいと幸子に依頼する。封筒が開封時間が指定された密封指示書だと確認した幸子は、偶然通りかかった鶫と慧の協力を得て、横須賀の街中に散らばった晴風クラスの仲間たちを探す。だが封筒を渡していく中で、晴風クラスは艦が沈んでしまったためにこのままでは2学期からの実習ができず、クラスが解体・再編されるのではないかという噂が持ち上がる。その噂は、｢麻侖と黒木が明石の杉本艦長に、美甘と杵崎姉妹が間宮の藤田艦長にスカウトされていた」という噂と相まって、さらに信ぴょう性を帯びたものとなる。不安を押し殺して用事を果たす幸子だが、ヴィルヘルミーナの前でついにこらえきれなくなり、自らも晴風クラスの解体に不安を抱いていることを泣きながら訴える。 |                        |          |                         |                   |                                                                                              |                                         |
| OVA 後編 | 納沙幸子もピンチ！？   | 鈴木貴昭 | しまづあきとし 信田ユウ | 石倉礼            | 久松沙紀、棚澤香織、藤田正幸、今田茜 宇良隆太、山根まさひろ                                  | 和合薫、倉谷亮多                        |
| 密封指示書の開封期限まであと3日。ましろから晴風クラス解体の噂に動揺するクラスの取りまとめを依頼された幸子は、クラス存続のために広く署名を集めることを考える。幸子の趣旨に賛同した晴風クラスは全員で署名を集めようとするが、思うように集めることができない。困り果てたところに、もえかは人を集める手段として、三笠公園で晴風カレーをメインとしたカレーフェスを開催することを提案する。幸子たちは手続きや各所への協力依頼を短時間で終わらせてカレーフェスを開催するが、それでも思うように人は集まらない。万策尽きかけたところに、やっと始末書を片付けた明乃とましろが到着。明乃が駆け付けたことで、士気は大いに高まる。さらに明乃がもえかと一策を講じたことで人も集まり、武蔵とシュペー乗員の協力もあって、晴風クラスは大量の署名を学校に提出することに成功する。明けて翌日。晴風クラスの密封指示書に書かれた内容は、教育艦「Y469」への転属指示。その「Y469」は、艤装がまだだった晴風の姉妹艦「沖風」に晴風の部品を艤装した、晴風とほとんど同じと言ってもよい艦であった。真雪の好意もあり、Y469を晴風と命名した明乃は新たな晴風、そして晴風クラスの仲間とともに新たな航海に出発する。 |                        |          |                         |                   |                                                                                              |                                         |

## 放送局
| 放送期間                | 放送時間                     | 放送局       | 対象地域 | 備考                           |
| ----------------------- | ---------------------------- | ------------ | -------- | ------------------------------ |
| 2016年4月10日 - 6月26日 | 日曜 0:00 - 0:30（土曜深夜） | BS11         | 日本全域 | 製作参加 / BS放送 『ANIME+』枠 |
|                         |                              | TOKYO MX     | 東京都   |                                |
|                         |                              | とちぎテレビ | 栃木県   |                                |
|                         |                              | 群馬テレビ   | 群馬県   |                                |
| 2016年4月12日 - 6月28日 | 火曜 1:35 - 2:05（月曜深夜） | テレビ愛知   | 愛知県   |                                |
| 2016年4月13日 - 6月29日 | 水曜 0:00 - 0:30（火曜深夜） | KBS京都      | 京都府   |                                |
|                         | 水曜 0:30 - 1:00（火曜深夜） | サンテレビ   | 兵庫県   |                                |
|                         | 水曜 2:05 - 2:35（火曜深夜） | テレビ北海道 | 北海道   |                                |
|                         |                              | TVQ九州放送  | 福岡県   |                                |
|                         | 水曜 23:00 - 23:30           | AT-X         | 日本全域 | CS放送 / リピート放送あり      |

2017年1月から3月にかけて、BS11にて「パッケージリマスター版」が再放送された。番組タイトルは、本放送時は「はいふり」となっていた1話から「ハイスクール・フリート」として放送。全12話終了の翌週（2017年3月31日）には、OVA前編「納沙幸子がピンチ！」が特別先行放送された。2018年1月よりBS11にて2度目の再放送が行われ、2019年1月より同じくBS11にて3度目の再放送が行われた。3度目の再放送では、第11話放送の翌週にアプリゲーム『〜艦隊バトルでピンチ！』の特番がオンエアされ、最終回はその翌週に回された。2020年1月1日には、OVA前・後編が放送された。

## 作品の舞台とタイアップ企画

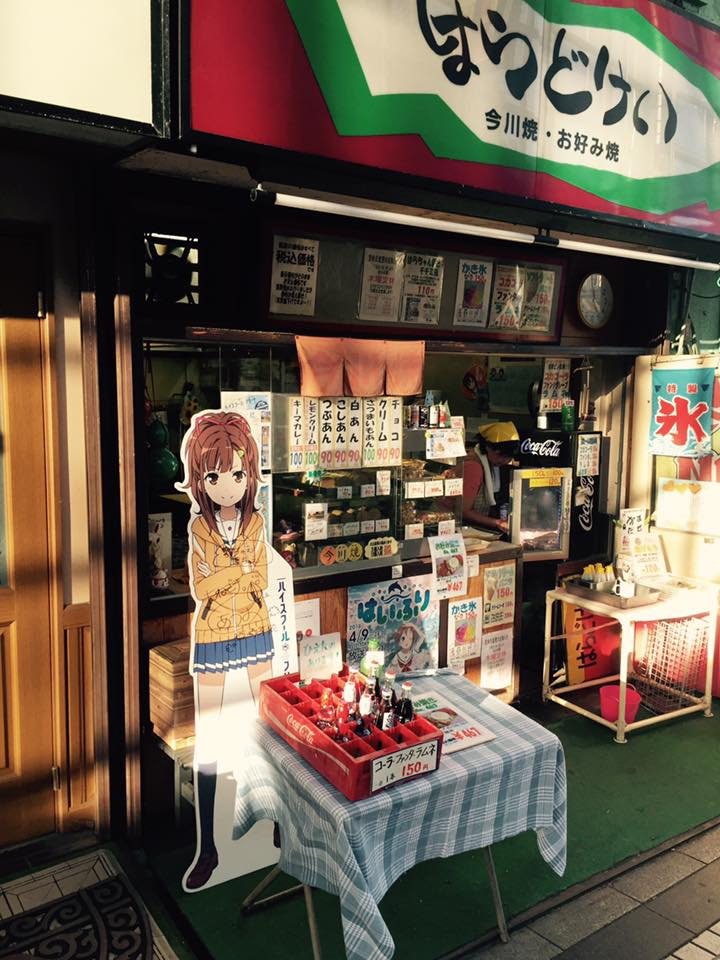
衣笠商店街に設置されたパネル

作品中で横須賀市が登場することから、横須賀市内でのタイアップ企画が行われている。
- 横須賀市内を巡る旅行企画やスタンプラリーをJR東日本横浜支社が開催。
- 横須賀市内の商店でアニメキャラクターの等身大パネルが設置や市内の一部商店で500円以上の買い物で非売品の缶バッジがもらえるキャンペーンの実施。
- 横須賀中央の「さかくら総本家」では店内のスペースに等身大パネル34個を設置して展示。
- 横須賀市内の対象店舗でオリジナルメニューを注文しキャラクタースタンプを集めると、オリジナルの景品がもらえるスタンプラリーを実施[47]。この企画は2020年までに3回開催されている。
- 2016年4月25日より、日本郵政南関東支社が神奈川県内の一部の郵便局（131局）と「郵便局のネットショップ」にて「はいふり」を題材としたオリジナルフレーム切手セットを限定（3000セット）販売した[48]。
- 2016年9月24日には横須賀芸術劇場にて、アニメ出演声優やアーティストが登壇したイベントが行われた。Lynn（宗谷ましろ役）や黒瀬ゆうこ（納沙幸子役）、TrySailなどが参加している[49]。
- 2016年5月14日より、「よこすか海軍カレー」の本作とのコラボレーション版が株式会社ヤチヨより発売されている[50]。
- 近畿日本ツーリストは、2018年4月から9月までの間、横須賀市内の4か所の宿泊施設と協力し、オリジナルグッズや市内観光割引券などがセットになった宿泊プランをインターネット限定で販売した[51]。
- 京急グループは、アニプレックス、NTT東日本、横須賀市と連携して、2020年1月より3月までスマートフォンの通信機能を利用したデジタルスタンプラリーを実施。また京浜急行バスでは同期間中に劇場版をイメージしたラッピングバス1台を横須賀駅や衣笠駅を走る路線で運行する[52][53]。

## 関連商品

### BD / DVD
| 巻  | 発売日         | 収録話          | 規格品番      | 規格品番       |
| 巻  | 発売日         | 収録話          | BD限定版      | DVD限定版      |
| --- | -------------- | --------------- | ------------- | -------------- |
| 1   | 2016年6月22日  | 第1話 - 第2話   | ANZX-11921/2  | ANZB-11921/2   |
| 2   | 2016年7月27日  | 第3話 - 第4話   | ANZX-11923/4  | ANZB-11923/4   |
| 3   | 2016年8月24日  | 第5話 - 第6話   | ANZX-11925/6  | ANZB-11925/6   |
| 4   | 2016年9月28日  | 第7話 - 第8話   | ANZX-11927/8  | ANZB-11927/8   |
| 5   | 2016年10月26日 | 第9話 - 第10話  | ANZX-11929/30 | ANZB-119229/30 |
| 6   | 2016年11月23日 | 第11話 - 第12話 | ANZX-11931/2  | ANZB-119231/2  |
| OVA | 2017年5月24日  | 前編 - 後編     | ANZX-11933/4  | ANZB-11933/4   |

### CD
2016年4月6日に岬明乃（夏川椎菜）と知名もえか（雨宮天）によるキャラクターソング『わたしたち記念日』が発売された。

### 漫画
はいふり
『月刊コミックアライブ』（KADOKAWA/メディアファクトリー）の2015年12月号（10月27日発売）にて阿部かなり作画で連載開始。副題として「Peaceful Diary of HIGH SCHOOL FLEET」と表記されており、「Peaceful」と副題にある通り、作中に戦闘の描写は一切ない。内容は第1巻が本編の前日譚、第2巻以降は本編やOVA、劇場版、ゲームアプリの舞台裏や幕間といった内容になっている。本作はアニメ版の設定やキャラクター紹介を補完する役割も担っており、作画の阿部はアニメ版製作時には毎月現場に足を運び、キャラクターに関してスタッフと綿密な打ち合わせを行っている。
- 阿部かなり（漫画）・AIS （原作）『はいふり』 KADOKAWA〈MFコミックス アライブシリーズ〉、既刊12巻（2025年1月22日現在）
  1. 2016年4月23日発売[58]、ISBN 978-4-04-068242-6
  2. 2017年2月23日発売[59]、ISBN 978-4-04-068816-9
  3. 2017年10月23日発売[60]、ISBN 978-4-04-069447-4
  4. 2018年7月23日発売[61]、ISBN 978-4-04-069879-3
  5. 2019年3月23日発売[62]、ISBN 978-4-04-065564-2 阿部かなりイラスト集付き特装版 ISBN 978-4-04-065605-2
  6. 2019年12月23日発売[63]、ISBN 978-4-04-064244-4
  7. 2020年11月21日発売[64]、ISBN 978-4-04-064964-1
  8. 2021年5月21日発売[65]、ISBN 978-4-04-680408-2
  9. 2022年1月21日発売[66]、ISBN 978-4-04-681027-4
  10. 2022年12月22日発売[67][68]、ISBN 978-4-04-681807-2 阿部かなりイラスト集付き特装版ISBN 978-4-04-681808-9
  11. 2024年3月23日発売[69]、ISBN 978-4-04-682958-0
  12. 2025年1月22日発売[70]、ISBN 978-4-04-684579-5

ハイスクール・フリート ローレライの乙女たち
『月刊コミックアライブ』の2016年8月号（6月27日発売）から2017年10月号（8月26日発売）まで連載された槌居によるスピンオフ漫画。ヴィルヘルミーナの過去を描く。
- 槌居（漫画）・AIS （原作）『ハイスクール・フリート ローレライの乙女たち』 KADOKAWA〈MFコミックス アライブシリーズ〉、全3巻
  1. 2016年10月22日発売[71]、ISBN 978-4-04-068552-6
  2. 2017年2月23日発売[72]、ISBN 978-4-04-069167-1
  3. 2017年9月23日発売[73]、ISBN 978-4-04-069307-1

アンソロジー
1. 『ハイスクール・フリート アンソロジーコミック』2016年6月30日発行、ISBN 978-4-04-068243-3

### 小説
- 姫ノ木あく（著）・桝石きのと（イラスト）・AIS（原作）、KADOKAWA〈MF文庫J〉
  - 『ハイスクール・フリート いんたーばるっ』 2016年6月30日発行（同月24日発売[74]）、ISBN 978-4-04-068423-9
  - 『ハイスクール・フリート いんたーばるっ 2』 2016年12月25日発行（同月23日発売[75]）、ISBN 978-4-04-068749-0
  - 『ハイスクール・フリート あらいばるっ』 2020年11月25日発売[76]、ISBN 978-4-04-065941-1

### ファンブック
- 『ハイスクール・フリート　ファンブック』 KADOKAWA・メディアファクトリー 2016年12月7日発売[77] ISBN 978-4-04-068443-7 - 世界観や用語、キャラクター、艦船、戦闘など、本作の詳細を解説。
- 『横須賀女子海洋学校 出席簿』 2016年5月1日発行 - 登場人物を紹介した小冊子。アニメショップなどで販売されたが、書籍扱いではないためISBNコードはない。
- 『ハイスクール・フリート　アニメイラスト画集』 KADOKAWA・メディアファクトリー　2017年11月6日発売 ISBN 978-4-04-069451-1 - アニメ雑誌などのイラストを収録。リング綴じになっていて、フレームケースに収納して好きなページを飾れる。

### モバイル
いずれもスマートフォン端末向けのアプリケーション。
- 「はいふり」公式アプリ（2016年3月26日配信開始） - 無料アプリ。
- ハイスクール・フリート　艦隊バトルでピンチ！ - スマートフォン用ゲーム。2019年3月27日配信開始。基本無料。2020年3月25日サービス終了。

横画面でプレイする、対戦型拠点攻略・防衛リアルタイムシミュレーション。
RATt事件の後日談となっており、本作でのオリジナルキャラクターも登場する。

### パチンコ・パチスロ
パチンコ
- Pハイスクール・フリート（2019年8月、メーシー）
- PAハイスクール・フリート スイートでハッピー！（2020年11月、メーシー）
- Pハイスクール・フリート オールスター（2023年9月、メーシー）

スロット
- SLOTハイスクール・フリート（2018年7月、ユニバーサルブロス）

## Webラジオ
『明乃とましろのハイスクール・フリートラジオ 晴風艦内放送』のタイトルで、2016年4月9日から7月2日までニコニコ生放送にて毎週土曜日23時30分に配信されていた。また、ニコニコ生放送の2日後、HiBiKi Radio Stationにて毎週月曜日に本放送のアーカイブ配信と「楽屋裏」が更新された。4月9日配信分は『明乃とましろのはいふりラジオ（仮）』第0回として配信された。パーソナリティは夏川椎菜（岬明乃役）とLynn（宗谷ましろ役）。

## 劇場版
『劇場版 ハイスクール・フリート』のタイトルで、2020年1月18日より公開。アニメーション制作はA-1 Picturesが担当、担当声優は続投し、TV版のメインスタッフは継続して参加する。2019年4月14日に行われたイベントで、公開時期や正式タイトル・メインスタッフが公開された。キャッチコピーは「横須賀に吹く、新しい風―」「みんなと過ごす、かけがえのない時間。」「守るべき艦（いえ）、進むべき航路（みらい）」「仲間と一緒なら、どんな危機（ピンチ）も乗り越えられる。」。

### あらすじ（劇場版）
晴風クラス解体の危機から3か月後。横須賀女子海洋学校では、呉女子海洋学校、舞鶴女子海洋学校、佐世保女子海洋学校の3校の生徒を横須賀に迎え、計4校による競闘遊戯会（きょうとうゆうぎかい）が開催される。晴風クラスをはじめ、横須賀女子海洋学校の生徒たちは遊戯会のホスト校として横須賀市内で歓迎会の各種出し物を開催、明乃とましろも自分たちのクラスの出し物のチェックとフォローに走り回る。その最中、明乃とましろは外国から日本へ父親を捜しに来たという少女・スーと出会い、彼女のためにいろいろと世話を焼く。一方、ましろは教官の古庄から、比叡の艦長就任を打診される。自分たちの現在と将来の夢のことを考え、思い悩む明乃とましろ。そんなふたりをよそに遊戯会は2日目の競技会が開催されるが、そんな時、真雪のもとに水生成プラントが多数の人質とともに海賊に奪われ、これまた海賊に乗っ取られた海上要塞との合流を図っているとの連絡が入る。そして図上演習競技の決勝で明乃とましろが対戦している最中、突然横須賀港の出口付近で廃棄フロートが爆沈。フロートを港の入り口まで手引きしたのは、父親を捜してやるからと海賊に言いくるめられて協力したスーだった。爆沈したフロートのせいで港内に停泊していたブルーマーメイド艦隊は出動不能、強固な要塞を止める手立てが限られる中で、もえかは女子海洋学校4校の所属艦艇で構成される学生艦隊を編成して海上要塞の制圧に向かう作戦を真雪に進言する。旗艦の武蔵に真霜が現場責任者として座乗した学生艦隊は、真冬が艦長を務めるべんてん、作戦に協力を申し出たシュペーとともに洋上プラントの奪還と海上要塞の鎮圧に向かう。

### スタッフ（劇場版）
- 原案 - 鈴木貴昭[86]
- 総監督 - 信田ユウ[86]
- 監督 - 中川淳[86]
- 脚本 - 鈴木貴昭、岡田邦彦[86]
- キャラクター原案 - あっと[86]
- キャラクターデザイン・総作画監督 - 中村直人[86]
- サブキャラクターデザイン - 渡邊敬介[86]
- メカデザイン - 寺岡賢司[86] (メカニックデザインと表記）
- プロップデザイン - 東島久志[86]
- 美術設定 - 成田偉保[86]
- 美術監督 - 金井眞悟[86]
- 色彩設定 - 池田ひとみ[86]
- 撮影監督 - 林コージロー[86]
- 編集 - 吉武将人[86]
- 3DCGI監督 - 宮風慎一[86]
- 音楽 - 小森茂生[86]
- 音響監督 - 森下広人[86]
- 制作 - A-1 Pictures[86]
- 製作 - 新海上安全整備局(アニプレックス、KADOKAWA、BS11、コンテンツシード、アスミック・エース)[86]
- 配給 - アニプレックス[86]

### 主題歌（劇場版）
「Free Turn」
作詞・作曲 - 出口遼（KEYTONE） / 編曲 - 飯田涼太（KEYTONE) / 歌 - TrySail（SACRA MUSIC）

### BD/DVD（劇場版）
2020年10月にBDおよびDVDがアニプレックスより発売されている。
| 発売日         | 規格品番     | 規格品番     |
| 発売日         | BD限定版     | DVD限定版    |
| -------------- | ------------ | ------------ |
| 2020年10月28日 | ANZX-13741/2 | ANZB-13741/2 |